# John Owen Dominis
John Owen Dominis (10 de març de 1832 - 27 d'agost de 1881) fou un militar estatunidenc que aconseguí ser príncep consort del Regne de Hawaii a causa del seu matrimoni amb l'última monarca Lili'uokalani.
Fill del Capità John Dominis, de procedència Dàlmata, i de la seva esposa Mary, filla d'Owen Jones, de Boston (Massachusetts). Tingué dues germanes més grans que ell, Mary Elizabeth i Frances Ann.
Realitzà la carrera militar, i el seu grau corresponent era el de tinent general.
El 16 de setembre de 1862 es va casar amb la llavors princesa hereva de Hawaii, Lili'uokalani. Fou governador reial d'Oahu i Maui. No tingueren descendència legítima i l'hereva de la reina Lili'uokalani fou la seva neboda Victoria Ka'iulani.
John tingué un fill, John Aimoku Dominis, amb la criada de la seva dona Mary Purdy 'Aimoku, nascut el 9 de gener de 1883. Es va casar amb Sybil McInerny i va tenir fills. Van continuar vivint al Washington Place fins que Liliʻuokalani va morir l'11 de novembre de 1917.
Fou ajudant de camp del rei David Kalakaua entre 1863 i 1874.

## Distincions honorífiques
- Cavaller Gran Creu de la Reial Orde de Kamehameha I. Regne de Hawaii.
- Cavaller Gran Creu de la Reial Orde de Kalakaua I. Regne de Hawaii.
- Cavaller Gran Creu de l'Orde de la Corona. Tailàndia.
- Cavaller Gran Creu de la Reial Orde de la Corona de Hawaii. Regne de Hawaii.
- Cavaller Gran Creu de la Imperial Francesc Josep. Imperi Austrohongarès.
- Cavaller Gran Creu de la Reial Orde d'Isabel la Catòlica. Regne d'Espanya.
- Cavaller Gran Creu de la Reial Ordre de l'Estel d'Oceania. Regne de Hawaii.
- Cavaller Gran Creu de l'Orde del Sol Naixent. Imperi Japonès.
- Cavaller Gran Cordó de la Suprema Orde del Crisantem. Imperi Japonès.